# 月塘镇
月塘镇，是中华人民共和国江苏省仪征市下辖的一个乡镇级行政单位。

## 行政区划
月塘镇下辖以下地区：
谢集街道社区、月塘街道社区、移居街道社区、四庄村、苏营村、郑营村、捺山村、山北村、丁公村、尹山村、六松村、铁坝村、夏营村、高营村、茶农村、长兴村、山郑村、魏井村、东风村、赵桥村、龙山村、曹营村、移居村、桃园村、乌山村和大云村。